# Мгачі
Мгачі́ (рос. Мгачи) — село (колишнє селище міського типу) у складі Александровськ-Сахалінського району Хабаровського краю, Росія.

## Історія
Шахтарське селище Мгачі з'явилось 1832 року. Тоді французькі та російські моряки наштовхнулись в цих місцях на поклади вугілля. Видобуток розпочався в кінці 1850-их років. 1938 року селище отримало статус селища міського типу. 1998 року шахти закрились через нерентабельність видобутку. 2005 року Мгачі втратили міський статус та стали селом.

## Населення
Населення — 1034 особи (2010; 1734 у 2002).
| 1959 | 1970  | 1979  | 1989  | 2002  | 2010  | 2013 |
| ---- | ----- | ----- | ----- | ----- | ----- | ---- |
| 6561 | ↘4656 | ↘4168 | ↘3699 | ↘1734 | ↘1034 | ↘822 |